# Carl Green
Carl Seth Green (Flen, Södermanland, 1 de gener de 1894 – Norrköping, 1 de setembre de 1962) va ser un genet suec que va competir a començaments del segle xx.
El 1920 va prendre part en els Jocs Olímpics d'Anvers, on va disputar dues proves del programa d'hípica. En la prova de figures per equips guanyà la medalla de bronze, mentre en la de figures individual finalitzà en tretzena posició.